# Raymond Benoist
Raymond Benoist (10 tháng 6 năm 1881 ở Vendresse – 17 tháng 1 năm 1970) là một nhà thực vật học và côn trùng học người Pháp. Ông nổi tiếng vì những nghiên cứu về họ thực vật Ô rô.
Benoist học thực vật học ở Paris, nhận bằng tiến sĩ năm 1912. Sau khi tốt nghiệp, ông làm trợ giảng tại École pratique des Hautes Études. Năm 1913–14 ông được chính phủ cử sang Guyane thuộc Pháp để tiến hành các nghiên cứu về rừng ở đó. Sau đó, ông thực hiện hai chuyến đi khoa học đến Maroc – chuyến đi đầu tiên đến vùng trung núi Atlas và thượng nguồn sông Moulouya cho Bảo tàng Lịch sử Tự nhiên Quốc gia Pháp (1918); còn chuyến đi thứ hai là dẫn đầu đoàn thám hiểm cho Viện khoa học Chérif ở Rabat (1928). Năm 1930–32 Benoist dạy thực vật học tại các trường y ở Quito. Trong thời gian ở Ecuador, ông thực hiện các nghiên cứu về địa lý thực vật cũng như những nghiên cứu liên quan đến hình thái học và sinh học của các loài thực vật có nguồn gốc từ Andes.
Từ 1933 đến 1942, Benoist là phó giám đốc Bảo tàng Lịch sử Tự nhiên Quốc gia Pháp. Sau đó, ông được bổ nhiệm làm giám đốc nghiên cứu tại Trung tâm Nghiên cứu Khoa học Quốc gia Pháp và trong khoảng thời gian 1949-1952 là phụ trách về lĩnh vực thực vật học tại Viện nghiên cứu khoa học Madagascar (ORSTOM) ở Tananarive.
Năm 1908, Benoist trở thành thành viên của Hiệp hội thực vật học Pháp, được bầu làm chủ tịch hiệp hội này vào năm 1947. Với tư cách một nhà phân loại học, ông đã mô tả nhiều loài trong họ Ô rô. Trong lĩnh vực côn trùng học, ông đã xuất bản một số công trình về Bộ Cánh màng; cùng với Lucien Berland, ông là đồng tác giả của phần về Bộ Cánh màng trong tác phẩm "La Faune de la France en tableaux synoptiques illustrés" do Rémy Perrier chủ biên (Tập 7, Hyménoptères).

## Tác phẩm chọn lọc
- Recherches sur la structure de la classification des acanthacées de la tribu des barlériées, 1912.
- Mission d'études forestières envoyée dans les colonies françaises par les ministères de la guerre de l'armement et des colonies, 1920 (đồng tác giả).
- Les bois de la Guyane Française, 1933.
- Catalogue des plantes de Madagascar: Acanthacées, 1939.
- Descriptions de nouvelles acanthacées malgaches, 1943.[3][6]